# Arthur Mitchell (ballerino)
Arthur Mitchell (New York, 27 marzo 1934 – New York, 19 settembre 2018) è stato un ballerino, coreografo e insegnante statunitense.
Creò una scuola di formazione e la prima compagnia di danza classica afroamericana, il Dance Theatre of Harlem (DTH). Tra gli altri premi, Mitchell è stato riconosciuto come MacArthur Fellow, inserito nel ational Museum of Dance's Mr. & Mrs. Cornelius Vanderbilt Whitney Hall of Fame, e ha ricevuto la borsa National Medal of Arts e Fletcher Foundation degli Stati Uniti

## Primi anni
Mitchell aveva tre fratelli e crebbe nelle strade di Harlem, New York. Costretto ad assumersi la responsabilità finanziaria della sua famiglia dopo l'incarcerazione di suo padre, all'età di 12 anni, Mitchell svolse numerosi lavori tra cui: lucidare scarpe, lavare pavimenti, consegnare giornali e lavorare in uno spettacolo di spogliarello. Nonostante i suoi doveri, Mitchell fu coinvolto in banda di strada, anche se ciò non gli ha impedito di raggiungere il successo.
Da adolescente Mitchell fu incoraggiato da un consulente di orientamento di richiedere l'ammissione alla High School of Performing Arts. Dopo essere stato accettato, decise di impegnarsi per fare carriera nel balletto classico. Dopo la laurea, nei primi anni '50, vinse un premio di danza e una borsa di studio per studiare alla School of American Ballet, la scuola affiliata al New York City Ballet. Nel 1954, due anni dopo il suo debutto a Broadway del 1952 nell'opera Four Saints in Three Acts, Mitchell sarebbe tornato a Broadway per esibirsi nella musical House of Flowers di Harold Arlen, al fianco di Diahann Carroll, Geoffrey Holder, Alvin Ailey, Carmen De Lavallade, and Pearl Bailey.

## Carriera al New York City Ballet
Nel 1955 Mitchell fece il suo debutto come secondo afroamericano con il New York City Ballet (NYCB), esibendosi in Western Symphony. Entrato nel ruolo di ballerino principale con la compagnia nel 1956, si esibì in tutti i principali balletti del suo repertorio, tra cui Sogno di una notte di mezza estate, Lo schiaccianoci, Bugaku, Agon e Arcade.
Mitchell è stato il secondo ballerino afroamericano del NY City Ballet fino al 1970. Il coreografo e regista del NYCB George Balanchine creò il pas de deux in Agon in particolare per Mitchell e la ballerina bianca meridionale Diana Adams. I membri del pubblico inizialmente lamentarono della collaborazione di Mitchell con una donna bianca, ma Balanchine rifiutò di cambiare l'abbinamento. Sebbene Mitchell abbia ballato questo ruolo con partner bianchi in tutto il mondo, non è poté esibirlo in una televisione commerciale negli Stati Uniti fino al 1968, quando lo spettacolo andò in onda su The Tonight Show di Johnny Carson.
Mitchell lasciò il New York City Ballet nel 1966 per partecipare a diversi spettacoli a Broadway e aiutò a fondare compagnie di danza a Spoleto, Washington, D.C. e in Brasile, dove dirigeva una compagnia di danza. La compagnia che aveva fondato in Brasile era la National Ballet Company del Brasile.

## Dance Theatre of Harlem
Dopo l'assassinio del Dr. Martin Luther King Jr. nel 1968, Mitchell tornò ad Harlem, dove era determinato a fornire opportunità di ballo per i bambini di quella comunità. Un anno dopo, lui e la sua insegnante Karel Shook formarono una scuola di balletto classico. Mitchell aveva 25000 $ dei suoi soldi per iniziare la scuola. Circa un anno dopo ricevette 315000 $ in una sovvenzione di fondi concessa dalla Ford Foundation. Il Dance Theatre of Harlem (DTH) nacque nel 1969 con 30 bambini in una chiesa sotterranea in una comunità in cui le risorse di talento e di energia creativa erano praticamente inutilizzate. Due mesi dopo, Mitchell aveva attratto 400 giovani che frequentavano le lezioni. Due anni dopo presentarono le loro prime produzioni come compagnia professionale. Mitchell usò i suoi risparmi personali per convertire un garage nella prima vera sede della compagnia.
Ad Harlem il DTH creò un'esplosione di opportunità professionali nella danza, nella musica e in altre attività teatrali correlate. La scuola ha un numero eccezionale di ex studenti che sono stati impegnati con successo in carriere come ballerini e musicisti, come tecnici di produzione, scenotecnica e guardaroba e nell'istruzione e amministrazione artistica. Con questo successo, DTH ha sfidato il mondo della danza classica a rivedere i suoi stereotipi e a riconsiderare i suoi confini.

## Eredità
La collezione Arthur Mitchell è tenuta alla Biblioteca di libri e Manoscritti rari, Columbia University. Arthur Mitchell: Harlem's Ballet Trailblazer, una mostra che celebra la sua vita e la sua carriera, ha aperto alla Wallach Art Gallery di Columbia il 12 gennaio 2018. Il sito web della mostra contiene numerose immagini e documenti della collezione e una cronologia della carriera di Mitchell, elenco di repertorio per il Dance Theatre di Harlem e saggi originali.

## Premi ed onorificenze
Mitchell ha ricevuto numerosi premi in riconoscimento del suo lavoro pionieristico e dei risultati raggiunti, tra cui:
- 1993 - Kennedy Center Honors, una delle persone più giovani mai riconosciute.[2][6]
- 1994 - Nominato MacArthur Fellow.
- 1995 - National Medal of Arts degli Stati Uniti, assegnata dal presidente
- 1999 - Inserito nel National Museum of Dance C.V. Whitney Hall of Fame, Saratoga Springs, NY.
- 2001 - Il settimo premio Heinz annuale in arti e studi umanistici.[7]
- 2005 - Assegnata una borsa di studio Fletcher Foundation nel suo anno inaugurale, in riconoscimento del suo contributo alla cultura afroamericana.
- 2006 - Mitchell e il Dance Theatre di Harlem sono stati onorati con una cena alla Casa Bianca dal presidente George W. Bush.

Inoltre, Mitchell ha ricevuto dottorati onorari da numerose importanti università, tra cui l'Hamilton College, Brown University, City College of the City University of New York, Harvard University, Juilliard School, The New School for Social Research, North Carolina School of the Arts ed il Williams College. Ha anche ricevuto premi dalla città di New York e da organizzazioni della comunità.